# Ír névadás
A hivatalos ír nyelvű személynév vezetéknévből és keresztnévből áll. Etimológiai szempontból az ír vezetéknevek nemzetségnevekből állnak, noha mára már nem szó szerinti nemzetségek alkotják, mint például az izlandiak esetében. A vezetéknév alakja utal a viselője nemére, a férjezett nők esetében azt is megmutatja, hogy felvette-e férje nevét.
Alternatív névadási szokás, hogy a keresztnevet dupla nemzetségnév követi, a személy édesapja és nagyapja neve alapján. Ez mára már egyáltalán nem használatos, csak Gaeltachtaí területén jellemző. Néhány esetben az édesanya, illetve nagymama nevét is alkalmazzák ezek helyett.

## Jelzők
A keresztnevek kiegészülhetnek jelzőkkel is, hogy megkülönböztethessék az ugyanazon keresztnévvel rendelkező személyeket. Mór („nagy”) és Óg („fiatal”) az apa és fia megkülönböztetésére szolgálnak, mint az angol senior és junior szavak, de a családnév és a keresztnév közé teszik: Seán Óg Ó Súilleabháin ezáltal: „John O'Sullivan Jr.”. (Bár a nevek angolosított változata elhagyja az „O”-t.)
A Beag/Beg (kicsi) helyettesítheti az Óg szót. Ez nem azt jelenti, hogy viselője termetében lenne kicsi, csupán a korára utal. Bár olykor koraszülött csecsemők is megkapják e jelzőt, utalva piciny születési termetükre.
Olykor a hajszínt leíró melléknevek is használatosak: Pádraig Rua („vöröshajú Patrick”), Máire Bhán („világoshajú Mary”).

## Keresztnevek és előtagok
Egy férfi keresztnevében általában az Ó/Ua („leszármazott”) vagy Mac („fia”) előtagokat használják: Ó Dónaill („Dónall leszármazottja”) vagy Mac Gearailt („Gerald fia”).
Nők esetében az Ó helyett Ní-t használnak, Mac helyett pedig Nic-et.
| Férfi | Jelentés       | Angolosan   | Lánya | Feleség | Példák                                                                                 |
| ----- | -------------- | ----------- | ----- | ------- | -------------------------------------------------------------------------------------- |
| Mac   | fia            | Mc/ Mac/ M' | Nic   | Mhic    | Seán Mac Mathúna, Máire Mhic Mhathúna (Seán felesége), Aoife Nic Mhathúna (Seán lánya) |
| Ó/Ua  | leszármazottja | O'          | Ní    | Uí      | Pól Ó Murchú, Mairéad Uí Mhurchú (Pól felesége), Gráinne Ní Mhurchú (Pól lánya)        |

## Fordítás
- Ez a szócikk részben vagy egészben  az   Irish name című angol Wikipédia-szócikk ezen változatának fordításán alapul.  Az eredeti cikk szerkesztőit annak laptörténete sorolja fel. Ez a jelzés csupán a megfogalmazás eredetét és a szerzői jogokat jelzi, nem szolgál a cikkben szereplő információk forrásmegjelöléseként.